# Luperosaurus
Genre
Luperosaurus est un genre de geckos de la famille des Gekkonidae.

## Répartition
Les espèces de ce genre se rencontrent en Asie du Sud-Est.

## Description
Ce sont des geckos nocturnes et arboricoles, qui passent les journées sur le tronc des arbres dans les forêts humides, et chassent des insectes la nuit tombée.

## Liste des espèces
Selon The Reptile Database (8 octobre 2012) :
- Luperosaurus angliit Brown, Diesmos & Oliveros, 2011
- Luperosaurus brooksii (Boulenger, 1920)
- Luperosaurus browni Russell, 1979
- Luperosaurus corfieldi Gaulke, Rösler & Brown, 2007
- Luperosaurus cumingii (Gray, 1845)
- Luperosaurus gulat Brown, Diesmos, Duya, Garcia & Rico, 2010
- Luperosaurus iskandari Brown, Supriatna & Ota, 2000
- Luperosaurus joloensis Taylor, 1918
- Luperosaurus kubli Brown, Diesmos & Duya, 2007
- Luperosaurus macgregori Stejneger, 1907
- Luperosaurus palawanensis Brown & Alcala, 1978
- Luperosaurus sorok Das, Lakim, Kandaung, 2008
- Luperosaurus yasumai Ota, Sengoku & Hikida, 1996

## Publication originale
- Gray, 1845 : Catalogue of the specimens of lizards in the collection of the British Museum, p. 1-289 (texte intégral).